# 鸭塘镇
鸭塘镇，是中国贵州省毕节地区凯里市下辖的一个乡镇级行政单位。

## 行政区划
鸭塘镇共辖以下地区：
化肥厂家委会、凯旋厂家委会、鸭塘村、三江村、红岩村、清新村、中坝村、四联村、马安村、高泉村、翁堤村、翁义村。